# Knut Tore Apeland
Knut Tore Apeland (ur. 11 grudnia 1968 w Haukeli) – norweski narciarz, specjalista kombinacji norweskiej, dwukrotny medalista olimpijski, czterokrotny medalista mistrzostw świata, a także zdobywca Pucharu Świata.

## Kariera
Po raz pierwszy na arenie międzynarodowej Knut Tore Apeland pojawił się 14 marca 1986 roku, kiedy zajął 25. miejsce w zawodach Pucharu Świata rozgrywanych metodą Gundersena. Był to jego jedyny start pucharowy w sezonie 1985/1986 i wobec braku zdobytych punktów (w sezonach 1993/1994-2001/2002 obowiązywała inna punktacja Pucharu Świata) nie został uwzględniony w klasyfikacji generalnej.
Przełom w karierze Apelanda przyszedł w sezonie 1988/1989. Już w pierwszym starcie - 17 grudnia 1988 roku w Saalfelden am Steinernen Meer zdobył swoje pierwsze pucharowe punkty, zajmując 14. miejsce w Gundersenie. W drugim starcie sezonu, 29 grudnia 1988 roku w Oberwiesenthal, nie tylko po raz pierwszy stanął na podium, ale od razu zwyciężył, wygrywając konkurs metodą Gundersena. W sześciu kolejnych startach pucharowych plasował się w czołowej dziesiątce, na podium stając jeszcze 3 marca 1989 roku w Oslo, gdzie zajął trzecią pozycję. W klasyfikacji generalnej pozwoliło mu to zająć piąte miejsce. W lutym 1989 roku wystąpił na mistrzostwach świata w Lahti zajmując indywidualnie 24. miejsce. W sztafecie nie wystąpił. Jeszcze lepiej prezentował się w sezonie 1989/1990, który ukończył na trzecim miejscu w klasyfikacji generalnej. Lepsi od niego okazali się tylko Austriak Klaus Sulzenbacher oraz reprezentant ZSRR Allar Levandi. Knut trzykrotnie stawał na podium konkursów tego sezonu, odnosząc jedno zwycięstwo - 2 marca 1990 roku w Lahti był najlepszy w Gundersenie.
Słabsza forma w sezonie 1990/1991 spowodowała, że nie wziął udziału w mistrzostwach świata w Val di Fiemme w 1991 roku. W rywalizacji pucharowej nie odniósł większych sukcesów. Ani razu nie stanął na podium, choć pięciokrotnie zajmował miejsce w czołowej dziesiątce. W klasyfikacji generalnej zajął ostatecznie ósme miejsce. Na podium zawodów Pucharu Świata Norweg powrócił już w sezonie 1991/1992. Dwukrotnie zajął wtedy trzecie miejsce: 21 grudnia 1991 roku w Courchevel oraz 28 lutego 1992 roku w Lahti. W klasyfikacji generalnej dało mu to tym razem szóstą pozycję. W lutym 1992 roku wystartował na igrzyskach olimpijskich w Albertville. W konkursie drużynowym Norwegowie w składzie: Knut Tore Apeland, Fred Børre Lundberg i Trond Einar Elden po skokach zajmowali dopiero szóste miejsce, co przełożyło się na stratę ponad 6 minut do prowadzących Japończyków. Na trasie biegu Norwegowie byli jednak najlepsi, dzięki czemu awansowali aż na drugie miejsce, na mecie tracąc do reprezentantów Japonii niecałe półtorej minuty. W konkursie indywidualnym Apeland zajmował po skokach dopiero 35. miejsce. Na trasie biegu, do którego przystąpił ze stratą ponad 4 minut zdołał jednak awansować. Na mecie stawił się na dziesiątej pozycji, tracąc do zwycięzcy Fabrice'a Guya z Francji blisko 3 minuty.
Także sezon 1992/1993 ukończył na szóstej pozycji w klasyfikacji generalnej. Tym razem dokonał tego nie stając w żadnym z konkursów na podium. Czterokrotnie plasował się w czołówce zawodów, zajmując między innymi dwukrotnie piąte miejsce. Mistrzostwa świata w Falun, które odbyły się w lutym 1993 roku były jedną z najbardziej udanych imprez w jego karierze. Osiągnął tam jeden ze swoich największych indywidualnych sukcesów zdobywając w konkursie metodą Gundersena srebrny medal, przegrywając tylko z Japończykiem Kenjim Ogiwarą i bezpośrednio wyprzedzając swego rodaka Tronda Einara Eldena. Ponadto wspólnie z Eldenem i Lundbergiem zdobył srebrny medal w sztafecie. We wszystkich swoich startach w sezonie 1993/1994 Pucharu Świata Apeland zajmował miejsca w pierwszej dziesiątce. Dzięki temu zajął piąte miejsce w klasyfikacji generalnej. Wziął także udział w igrzyskach olimpijskich w Lillehammer, gdzie indywidualnie był jedenasty. W rywalizacji drużynowej wspólnie z Bjarte Engenem Vikiem i Lundbergiem wywalczył srebrny medal. Na drugiej pozycji Norwegowie znaleźli się już po skokach, jednak do prowadzących Japończyków tracili ponad 5 minut. W biegu odrobili tylko 18 sekund i tyle samo zyskali nad trzecimi na mecie Szwajcarami.
Sezon 1994/1995 rozpoczął od zwycięstwa 29 listopada 1994 roku w Steamboat Springs. W dalszej części sezonu czterokrotnie stawał na podium w tym jeszcze raz zwyciężył - 28 stycznia 1995 roku w Vuokatti. Tylko raz nie zmieścił się w pierwszej dziesiątce zawodów (10 grudnia 1994 roku w Štrbskim Plesie) dzięki czemu zajął trzecie miejsce w klasyfikacji generalnej, za Ogiwarą i Vikiem. Na mistrzostwach świata w Thunder Bay w 1995 roku wraz z Halldorem Skardem, Bjarte Engenem Vikiem i Knutem Tore Apelandem wywalczył srebrny medal w sztafecie. Po raz kolejny Norwegowie musieli uznać wyższość Japończyków. Indywidualnie był szósty, tracąc do podium około 25 sekund. Szczyt formy Knut osiągnął jednak w sezonie 1995/1996. W trzynastu zawodach aż dziesięciokrotnie stawał na podium, odnosząc trzy zwycięstwa: 16 grudnia 1995 roku w Sankt Moritz oraz 4 lutego Seefeld i 23 lutego 1996 roku w Trondheim. Ponadto był czterokrotnie drugi i trzy razy trzeci. W klasyfikacji generalnej wyraźnie wyprzedził Ogiwarę i Fina Jariego Mantilę.
Po zakończeniu sezonu 1995/96 Apeland na podium zawodów Pucharu Świata znalazł się już tylko raz - 26 stycznia 1999 roku w Val di Fiemme zajął trzecie miejsce w Gundersenie. W czołowej dziesiątce klasyfikacji generalnej PŚ uplasował się tylko w sezonie 1996/1997, który ukończył właśnie na dziesiątym miejscu. Ostatni sukces osiągnął podczas mistrzostw świata w Trondheim w 1997 roku, gdzie razem z Skardem, Vikiem i Lundbergiem sięgnął po złoty medal w rywalizacji drużynowej. Norwegowie wyprzedzili drugich na mecie Finów o około 45 sekund, a trzecich Austriaków o ponad minutę. Indywidualnie był trzeci po skokach, jednak na trasie biegu minęło go czterech rywali i na mecie był siódmy. Norweg nie wystąpił na igrzyskach w Nagano w 1998 roku, ale znalazł się w kadrze Norwegii na rozgrywane rok później mistrzostwa świata w Ramsau. Wystąpił tam tylko w konkursie metodą Gundersena, który ukończył na 16. pozycji. Ostatni oficjalny występ Apeland zanotował 17 marca 2000 roku w Santa Caterina, gdzie był osiemnasty w Gundersenie. W 2000 roku zakończył karierę.

## Osiągnięcia

### Igrzyska olimpijskie
| Miejsce | Dzień     | Rok  | Miejscowość | Konkurencja             | Wynik zwycięzcy | Strata  | Zwycięzca           |
| ------- | --------- | ---- | ----------- | ----------------------- | --------------- | ------- | ------------------- |
| 10.     | 12 lutego | 1992 | Albertville | Gundersen K-90/15 km    | 44:28,1         | +2:55,8 | Fabrice Guy         |
| 2.      | 24 lutego | 1992 | Albertville | Sztafeta K-90/3 × 10 km | 1:23:36,6       | +1:26,4 | Japonia             |
| 11.     | 19 lutego | 1994 | Lillehammer | Gundersen K-90/15 km    | 39:07,9         | +4:51,7 | Fred Børre Lundberg |
| 2.      | 24 lutego | 1994 | Lillehammer | Sztafeta K-90/3 × 10 km | 1:22:51,8       | +4:49,1 | Japonia             |

### Mistrzostwa świata
| Miejsce | Dzień     | Rok  | Miejscowość | Konkurencja             | Wynik zwycięzcy | Strata  | Zwycięzca           |
| ------- | --------- | ---- | ----------- | ----------------------- | --------------- | ------- | ------------------- |
| 24.     | 18 lutego | 1989 | Lahti       | Gundersen K-90/15 km    | 37:10,7         | +5:03,3 | Trond Einar Elden   |
| 2.      | 18 lutego | 1993 | Falun       | Gundersen K-90/15 km    | 46:47,5         | +1:34,5 | Kenji Ogiwara       |
| 2.      | 19 lutego | 1993 | Falun       | Sztafeta K-90/3 × 10 km | 1:19:25,7       | +3:46,3 | Japonia             |
| 6.      | 22 lutego | 1995 | Thunder Bay | Gundersen K-90/15 km    | 41:16,9         | +1:15,2 | Fred Børre Lundberg |
| 2.      | 10 marca  | 1995 | Thunder Bay | Sztafeta K-90/4 × 5 km  | 56:20,2         | +1:54,6 | Japonia             |
| 7.      | 22 lutego | 1997 | Trondheim   | Gundersen K-90/15 km    | 43:43,1         | +2:03,4 | Kenji Ogiwara       |
| 1.      | 23 lutego | 1997 | Trondheim   | Sztafeta K-90/4 × 5 km  | 52:18,0         | -       | -                   |
| 16.     | 20 lutego | 1999 | Ramsau      | Gundersen K-90/15 km    | 37:04,8         | +4:25,2 | Bjarte Engen Vik    |

### Puchar Świata

#### Miejsca w klasyfikacji generalnej
- sezon 1988/1989: 5.
- sezon 1989/1990: 3.
- sezon 1990/1991: 8.
- sezon 1991/1992: 6.
- sezon 1992/1993: 6.
- sezon 1993/1994: 5.
- sezon 1994/1995: 3.
- sezon 1995/1996: 1.
- sezon 1996/1997: 10.
- sezon 1997/1998: 30.
- sezon 1998/1999: 13.
- sezon 1999/2000: 24.

#### Miejsca na podium chronologicznie
| Nr  | Data              | Miejscowość                   | Konkurencja          | Wynik zwycięzcy | Pozycja | Strata      | Zwycięzca           |
| --- | ----------------- | ----------------------------- | -------------------- | --------------- | ------- | ----------- | ------------------- |
| 1.  | 29 grudnia 1988   | Oberwiesenthal                | Gundersen K90/15 km  | ?               | 1.      | -           | -                   |
| 2.  | 3 marca 1989      | Oslo                          | Gundersen K115/15 km | ?               | 2.      | +1:44.3 min | Trond Einar Elden   |
| 3.  | 10 lutego 1990    | Leningrad                     | Gundersen K90/15 km  | ?               | 2.      | ?           | Fred Børre Lundberg |
| 4.  | 17 lutego 1990    | Štrbské Pleso                 | Gundersen K90/15 km  | ?               | 3.      | ?           | Klaus Sulzenbacher  |
| 5.  | 2 marca 1990      | Lahti                         | Gundersen K90/15 km  | ?               | 1.      | -           | -                   |
| 6.  | 21 grudnia 1991   | Courchevel                    | Gundersen K90/15 km  | ?               | 3.      | +57.8 s     | Fabrice Guy         |
| 7.  | 2 marca 1990      | Lahti                         | Gundersen K90/15 km  | ?               | 3.      | +59.7 s     | Fabrice Guy         |
| 8.  | 4 grudnia 1993    | Saalfelden am Steinernen Meer | Gundersen K90/15 km  | ?               | 3.      | +2:20.4 min | Kenji Ogiwara       |
| 9.  | 15 grudnia 1993   | Sankt Moritz                  | Gundersen K90/15 km  | ?               | 2.      | +58.7 s     | Kenji Ogiwara       |
| 10. | 8 stycznia 1994   | Schonach                      | Gundersen K90/15 km  | ?               | 3.      | +2:44.1 min | Kenji Ogiwara       |
| 11. | 29 listopada 1994 | Steamboat Springs             | Gundersen K114/15 km | ?               | 1.      | -           | -                   |
| 12. | 10 stycznia 1995  | Predazzo                      | Gundersen K120/15 km | 42:03.5 min     | 3.      | +1:27.5 min | Kenji Ogiwara       |
| 13. | 28 stycznia 1995  | Vuokatti                      | Gundersen K90/15 km  | ?               | 1.      | -           | -                   |
| 14. | 18 lutego 1995    | Bad Goisern                   | Gundersen K90/15 km  | 40:32.5 min     | 2.      | +1:21.9 min | Kenji Ogiwara       |
| 15. | 25 marca 1995     | Sapporo                       | Gundersen K120/15 km | 41:02.8 min     | 2.      | +18.3 s     | Kenji Ogiwara       |
| 16. | 16 grudnia 1995   | Sankt Moritz                  | Gundersen K90/15 km  | ?               | 1.      | -           | -                   |
| 17. | 19 grudnia 1995   | Predazzo                      | Gundersen K120/15 km | 35:27.8 min     | 2.      | +8.5 s      | Jari Mantila        |
| 18. | 6 stycznia 1996   | Schonach                      | Gundersen K90/15 km  | ?               | 3.      | +1:22.6 min | Fred Børre Lundberg |
| 19. | 13 stycznia 1996  | Štrbské Pleso                 | Gundersen K15/15 km  | ?               | 3.      | +54.8 s     | Jari Mantila        |
| 20. | 20 stycznia 1996  | Liberec                       | Gundersen K120/15 km | ?               | 3.      | +26.7 s     | Sylvain Guillaume   |
| 21. | 4 lutego 1996     | Seefeld                       | Gundersen K90/15 km  | ?               | 1.      | -           | -                   |
| 22. | 10 lutego 1996    | Chaux-Neuve                   | Gundersen K90/15 km  | ?               | 2.      | +52.0 s     | Kenji Ogiwara       |
| 23. | 23 lutego 1996    | Trondheim                     | Gundersen K120/15 km | ?               | 1.      | -           | -                   |
| 24. | 2 marca 1996      | Lahti                         | Gundersen K116/15 km | 42:06.2 min     | 2.      | +2:59.1 min | Bjarte Engen Vik    |
| 25. | 16 marca 1996     | Oslo                          | Gundersen K115/15 km | 42:47.0 min     | 2.      | +3:05.9 min | Bjarte Engen Vik    |
| 26. | 26 stycznia 1999  | Val di Fiemme                 | Gundersen K120/15 km | ?               | 3.      | +1:12.6 min | Bjarte Engen Vik    |